# Buachaille Etive Mor
Buachaille Etive Mor (wym. [ˈbuːəxeɪl ˈɛtɪv ˈmɔr]; gael. Buachaille Eite Mòr, wym. [ˈpuəxəʎə ˈeʰtʲə moːɾ]) – szczyt w paśmie Glencoe, w Grampianach Zachodnich. Leży w Szkocji, w regionie Highland. 